# 矢部裕貴子
矢部 裕貴子（やべ ゆきこ、1992年3月4日 - ）は、日本の女優・モデルである。エーサウスを経てスターダストプロモーションに所属していた。

## 人物
- 中学では、ムーブメントという自由研究に所属しており、クラブはダンス部に所属。
- 学校法人玉川学園に幼稚部から高等部まで通う。
- 2010年4月から慶應義塾大学環境情報学部に通学していることを本人のブログにて発表。アカペラサークル「K.O.E.」に所属。[1]
- 2014年4月現在、スターダストプロモーションの公式プロフィールと公式ブログが削除されている。

## 出演

### テレビドラマ
- 焼け跡のホームランボール（2002年、NHK） - アイ公 役
- 生徒諸君!（2007年、テレビ朝日） - 深海知花 役
- 松本清張・最終章 わるいやつら（2007年、テレビ朝日） - お手伝い 役
- 栞と紙魚子の怪奇事件簿 第2話（2008年1月、NTV） - ゲスト
- 東京少女 山下リオ 第2話「私が欲しいもの」（2008年4月12日、BS-i） - ゲスト・小野田ユキ 役
- 東京少女 福永マリカ 第1話「井の中のマリカ」（2008年12月6日、BS-i） - ゲスト・木下美波 役
- 7万人探偵ニトベ 第1話　（2009年4月23日、BS朝日）- ゲスト
- クリスタル（2011年6月18日 - 7月9日、千葉テレビ） - 土屋美由紀 役
- 美男ですね 第3話（2011年7月29日、TBS） - ゲスト
- 土曜ワイド劇場 逆転報道の女1（2012年2月18日、ABC） - 野村美月 役
- 仮面ライダーウィザード 第40・41話（2013年6月23・30日、テレビ朝日） - ゲスト・倉田朱里 役

### 映画
- memo（2008年3月22日公開、監督：佐藤二朗） - 吉岡ユカ 役
- うた魂♪（2008年4月5日公開、監督：田中誠） - 篠原由紀 役
- 火垂るの墓（2008年7月5日公開、監督：日向寺太郎） - 未亡人の娘 役

### 舞台
- ライオンキング（2003年） - ヤングナラ 役
- 森は生きている（2004年） - 妖精 役

### CM
- セキスイハイム（2006年） - ハイムさん 役
- JAF（2012年）

### WEB
- まさか自転車事故でこんなことになるとは（GyaO - ポリスチャンネル）

### カタログ
- ルミックス デジタルカメラ

### その他
- 教材ビデオ「まさかの未来」〜TSマークの願い〜 - 坪井真紀 役